# John Graham, I vizconde de Dundee
John Graham de Claverhouse, primer vizconde de Dundee (h.1648 - 27 de julio, de 1689) fue un soldado y noble escocés. 

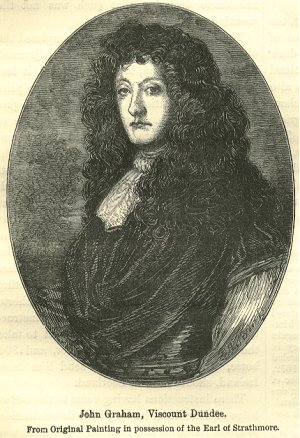
Primer Vizconde de Dundee.

Nacido de una noble familia escocesa, estudió en la Universidad de Saint Andrews, donde se licenció en 1661. Heredó de su padre a los 18-19 años. A Claverhouse se le recuerda por la historia en dos versiones distintas. Registros desfavorables sobre su supuesta persecución de los Covenanters, cuando era responsable del control del suroeste de Escocia durante y después de los problemas religiosos y rebelión de los años 1670 y 1680, llevaron a los historiadores presbiterianos a llamarlo "Bluidy Clavers". 
Había comenzado su carrera militar en 1672, en el regimiento escocés de Sir William Lockhart. este regimiento estuvo bajo el mando del Duque de Monmouth, al servicio del rey francés, Luis XIV. Intervino en la batalla de Seneffe (1674), rescatando al joven príncipe. Dos años después, tras el fallido sitio de Maastricht, regresó a Escocia. 
Fue entonces cuando lo nombró capitán el rey Carlos II quien lo envió a Escocia en 1678, con órdenes para suprimir las reuniones presbiterianas en las Tierras Bajas, que al rey resultaban sediciosas. Es entonces cuando se forjó su fama como represor de los covenanters. 
Sorprendentemente, se casó con Lady Jean Cochrane, hija de una familia covenant en 1674. Poco después de la muerte de Carlos II en 1685, Graham cayó temporalmente en desgracia. En 1686 fue promovido al rango de comandante general y añadió la dignidad de preboste de Dundee. En 1688 fue el segundo en el mando, después del general Douglas en el ejército que se había enviado a Inglaterra en socorro de la dinastía Estuardo. En 1688, Jacobo II le nombró Vizconde de Dundee mientras estaba con el ejército escocés en Inglaterra. 
Más tarde, como un general del ejército escocés, Claverhouse permaneció fiel al rey Jacobo II después de la llamada Revolución gloriosa de 1688. El guio a los clanes de las Tierras Altas y, aunque perdió su vida en la batalla, los condujo a la victoria en la batalla de Killiecrankie. El primer alzamiento jacobita no tuvo éxito, pero Claverhouse se convirtió en un héroe jacobita, adquiriendo su segundo sobrenombre, "Bonnie Dundee".
El uso de "Bonnie Dundee" como un epíteto data de la canción Bonnie Dundee de Sir Walter Scott, pues la balada antigua original se refería a la ciudad de Dundee.